# La nit i el moment
La nit i el moment (títol original: The Night and the Moment) és una pel·lícula britànico-italiano- francesa dirigida  per Anna Maria Tatò, estrenada l'any 1994. Ha estat doblada al català

## Argument
Una marquesa fa venir un escriptor llibertí i li demana d'explicar-li el seu passat, ignorant que en una altra època han estat tots dos presoners al mateix lloc.

## Repartiment
- Ivan Bacciocchi: el guardià de presó
- Jean-Claude Carrière: el governador
- Axelle Cummings: la criada de la marquesa
- Willem Dafoe: l'escriptor
- Clifford De Spenser: el marquès
- Pascale Dinizani: una aristòcrata
- Lena Olin: la marquesa
- Miranda Richardson: Julie
- Carole Richert: Armande
- Christine Sireyzol: Justine
- Guy Verame: un oficial

## Nominacions
- 1996 : nominació de Gabriella Pescucci pel Nastro d'Argento al millor vestuari.